# 5074 Goetzoertel
5074 Goetzoertel (1949 QQ1) là một tiểu hành tinh vành đai chính được phát hiện ngày 24 tháng 8 năm 1949, bởi Chương trình tiểu hành tinh Indiana ở Đài thiên văn Goethe Link gần Brooklyn, Indiana. Nó được đặt tên cho Goetz V. Oertel, giám đốc Association of Universities for Research in Astronomy.